# Natal'ja Snytina
Natal'ja Anatol'evna Snytina, coniugata Medvedceva (in russo Наталья Анатольевна Снытина-Медведцева?; Zlatoust, 13 febbraio 1971), è un'ex biatleta russa.
È stata sposata con Valerij Medvedcev, a sua volta biatleta di alto livello.

## Biografia
In Coppa del Mondo ottenne il primo risultato di rilievo il 9 dicembre 1993 a Bad Gastein (26ª) e l'unico podio il 16 dicembre successivo a Pokljuka (2ª).
In carriera prese parte a un'edizione dei Giochi olimpici invernali, Lillehammer 1994 (23ª nell'individuale, 1ª nella staffetta).

## Palmarès

### Olimpiadi
- 1 medaglia:
  - 1 oro (staffetta[3] a Lillehammer 1994)

### Coppa del Mondo
- Miglior piazzamento in classifica generale: 22ª nel 1994
- 1 podio (individuale[2]), oltre a quello conquistato in sede olimpica e valido anche ai fini della Coppa del Mondo:
  - 1 secondo posto